# Årets Arkæolog
Årets Arkæolog er en dansk anerkendelse, der uddeleles af Sammenslutningen af Danske Amatørarkæologer (SDA) hvert år til en person, som gennem forskning og formidling af arkæologiske emner har skabt interesse for arkæologien og fortiden i Danmark. 
Prisen tildeles på årsmødet i Odense af De Danske Amatørarkæologer (DAA). 

## Keramikfadet
Som symbol på udnævnelsen som Årets Arkæolog modtager personen et fad, der er blevet specielt fremstillet af Pottekonen i Kerteminde. Det er dekoreret med stenaldermotiver og de tre statuetter fra yngre bronzealder, der indgår i DAA’s logo. Statuetterne er fundet ved Veksø på Sjælland, ved Ferritslev på Fyn og på Viborgegnen i Jylland og symboliserer sammenslutningen af amatørarkæologer i Danmark.

## Modtagere
Følgende personer har modtaget prisen som Årets Arkæolog:
- 1992: Johannes Boager - Arkæologiklubben Flækken
- 1993: Anders Jæger
- 1994: Piet van Deurs
- 1995: Gerhard Milstreu
- 1996: Palle Lauring
- 1997: Jens Bech
- 1998: Helle Halding
- 1999: SKALK - Christian Adamsen & Jørgen Kraglund
- 2000: Eluf Lyngbak - Flintøksen
- 2001: Eigil Nikolajsen
- 2002: Søren H. Andersen
- 2003: Klaus Thorsen
- 2004: Ebbe Kløvedal Reich
- 2005: Jørgen Jensen (DK’s Oldtid)
- 2006: Hans Dal – Marine Arkæologisk Gruppe
- 2007: Axel Degn Johansson
- 2008: Otto Gro-Nielsen - Morsø Arkæologiforening
- 2009: Arne Aakær Rasmussen
- 2010: Per Lotz - Furesø Arkæologigruppe
- 2011: Leif Rasmussen Harja Arkæologiforening
- 2012: Jørgen G. Berthelsen - Hørsholm Arkæologiske Forening
- 2013: Svend Nissen-Hansen - Nertus Arkæologigruppe
- 2014: Jens Nielsen - Kalundborg Arkæologiforening
- 2015: Amy Lewring - Sønderjyske Arkæologer
- 2016: Peter Vang Petersen
- 2017: Jørgen Holm
- 2018: Frantz Howitz
- 2019: Niels Bødker Thomsen
- 2020: Lis Helles Olesen
- 2021: Andres S. Dobat (Minos)
- 2022: Charlotta Lindblom
- 2023: Per Poulsen